# Finéievo
Finéievo (en rus: Финеево) és un poble de l'óblast de Vladímir, a Rússia, segons el cens del 2010 tenia 58 habitants. Pertany al districte de Kirjatx.